# Maurice Robert (homme politique)
Pour les articles homonymes, voir Maurice Robert et Robert.
Maurice Robert, né le 11 juillet 1884 à Molins (Aube) et mort le 27 novembre 1953 à Paris, est un homme politique français.

## Biographie
Professeur d'école primaire supérieure, il est député de l'Aube de 1928 à 1940, inscrit au groupe radical. Il est secrétaire de la Chambre en 1932 et 1933. Il est également conseiller général du canton des Riceys. Le 10 juillet 1940, il vote les pleins pouvoirs au maréchal Pétain.

## Sources
- « Maurice Robert (homme politique) », dans le Dictionnaire des parlementaires français (1889-1940), sous la direction de Jean Jolly, PUF, 1960 [détail de l’édition]